# La Belle Époque (film)
Pour les articles homonymes, voir Belle Époque.
Pour plus de détails, voir Fiche technique et Distribution.
La Belle Époque est un film français écrit et réalisé par Nicolas Bedos, sorti en 2019.
Il s'agit d'une comédie dramatique racontant l'histoire d'un sexagénaire qui souhaite revivre la semaine la plus marquante de sa vie, lorsqu'il rencontre quarante ans auparavant son grand amour. Cette mise en abyme au cœur des années 1970, est possible grâce à une start-up d'un nouveau genre, Les Voyageurs du temps, qui permet à ses clients la reconstitution historique de l'époque de leur choix.
Dépassant les 1 200 000 entrées au box-office français, La Belle Époque réunit Daniel Auteuil, Guillaume Canet, Doria Tillier, Fanny Ardant, Pierre Arditi, Denis Podalydès et Michaël Cohen dans les rôles principaux et reçoit une majorité de critiques positives à sa sortie.
Sélectionné « hors compétition » au festival de Cannes 2019, le film est nommé à onze reprises lors de la 45e cérémonie des César. Il y remporte trois statuettes ; meilleur scénario original (Nicolas Bedos), meilleure actrice dans un second rôle (Fanny Ardant) et meilleurs décors (Stéphane Rozenbaum).

## Synopsis
Ancien dessinateur, Victor est aujourd'hui un sexagénaire désabusé. Son mariage avec Marianne bat de l'aile et il est désintéressé et dépassé par ce monde moderne trop technologique. Pour lui remonter le moral, son fils Maxime lui paie une soirée organisée par la société de son ami Antoine Les Voyageurs du temps. Cette société propose à ses clients de revivre l'époque de leur choix, en mélangeant artifices théâtraux et reconstitution historique. Certains clients, fortunés, choisissent ainsi de passer une soirée avec William Faulkner, Adolf Hitler ou avec des aristocrates au XVIIe siècle. D'abord réticent, Victor accepte quand Marianne le met à la porte. Il opte alors pour replonger dans la semaine la plus marquante de sa vie, celle où il rencontra le grand amour, quarante ans auparavant, le 16 mai 1974, dans le café La Belle Époque à Lyon. Dans cette « mise en scène », Marianne est incarnée par Margot, une comédienne qui vit une relation compliquée et tumultueuse avec Antoine. Ce dernier, ancien scénariste, est très pointilleux et ne supporte aucune approximation de la part de ses collaborateurs. Peu à peu, Victor va se prêter au jeu, jusqu'à se perdre dans ces souvenirs « reconstitués ».

## Fiche technique
Sauf indication contraire, les informations mentionnées dans cette section peuvent être confirmées par les bases de données cinématographiques IMDb, Allociné et Unifrance,  présentes dans la section « Liens externes ».
Des informations proviennent du dossier de presse.
- Titre original : La Belle Époque
- Réalisation et scénario : Nicolas Bedos
- Musique : Nicolas Bedos et Anne-Sophie Versnaeyen
- Décors : Stéphane Rozenbaum
- Costumes : Emmanuelle Youchnovski
- Photographie : Nicolas Bolduc (en)
- Montage : Anny Danché et Florent Vassault
- Son : Rémi Daru, Séverin Favriau et Jean-Paul Hurier
- Direction de production : Sylvain Monod
- Production : François Kraus et Denis Pineau-Valencienne
  - Coproduction : François Fontès et René Kraus
- Sociétés de production : Les Films du kiosque, en coproduction avec Orange studio, Pathé Films et France 2 Cinéma, en association avec les SOFICA Indéfilms 7, Palatine Etoile 16, SG Image 2017
- Sociétés de distribution : Pathé Distribution et Orange studio (France) ; Alternative Films (Belgique)
- Budget : 10 millions d'euros
- Pays de production :  France
- Langue originale : français (quelques répliques en anglais et allemand)
- Format : couleur - 2,35:1
- Genre : comédie dramatique
- Durée : 110 minutes
- Dates de sortie : 
  - France : 20 mai 2019 (festival de Cannes) ; 6 novembre 2019 (sortie nationale)
  - Belgique : 6 novembre 2019

## Distribution
- Daniel Auteuil : Victor
- Guillaume Canet : Antoine
- Doria Tillier : Margot
- Fanny Ardant : Marianne
- Pierre Arditi : Pierre
- Denis Podalydès : François
- Michaël Cohen : Maxime
- Jeanne Arènes : Amélie
- Bertrand Poncet : Adrien
- Lizzie Brocheré : Gisèle
- Thomas Scimeca : Freddy
- Loïc Lacoua : Ludo
- Bruno Raffaelli : Maurice
- Christiane Millet : Sylvie / Josiane
- Tobias Licht (de) : le général allemand
- Frédéric Sandeau : Jean-Claude
- François Vincentelli : Lionel
- Urbain Cancelier : Villemain
- Claude Aufaure : le père de Pierre
- Élisabeth Vitali : la baronne
- Éric Frey : Napoléon III
- Pierre Forest : le réceptionniste de l'hôtel
- Emmanuel Ménard : l'homme habillé en Adolf Hitler
- Fabien Cahen : le guitariste

Photos des acteurs principaux.
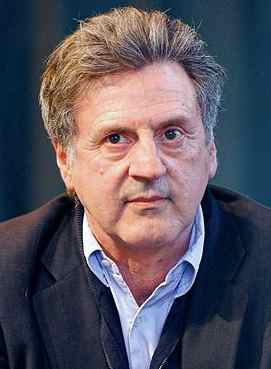
Daniel Auteuil interprète Victor.
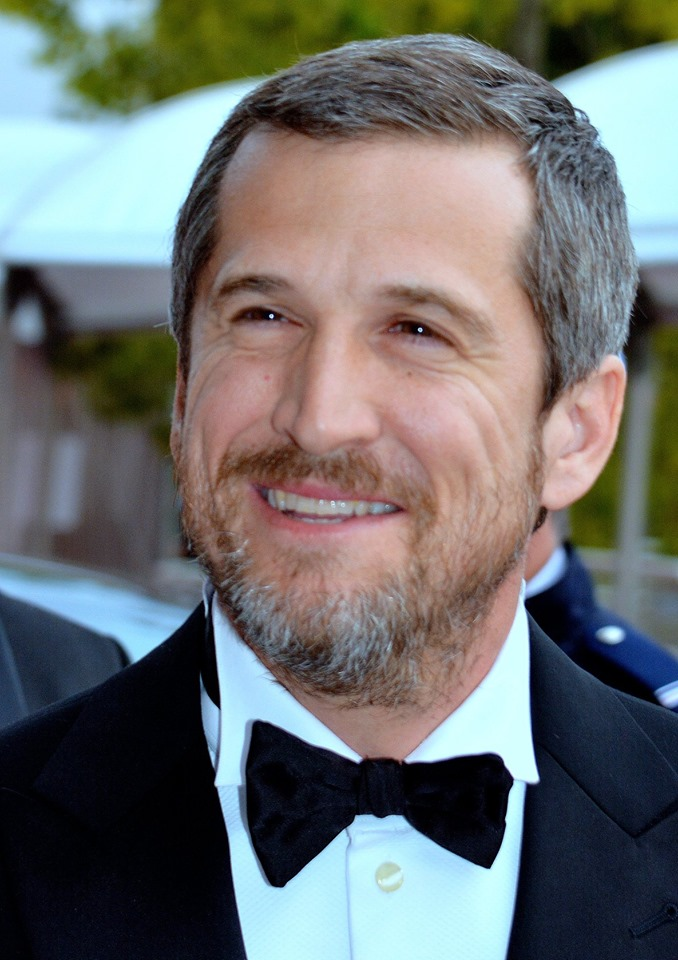
Guillaume Canet interprète Antoine.
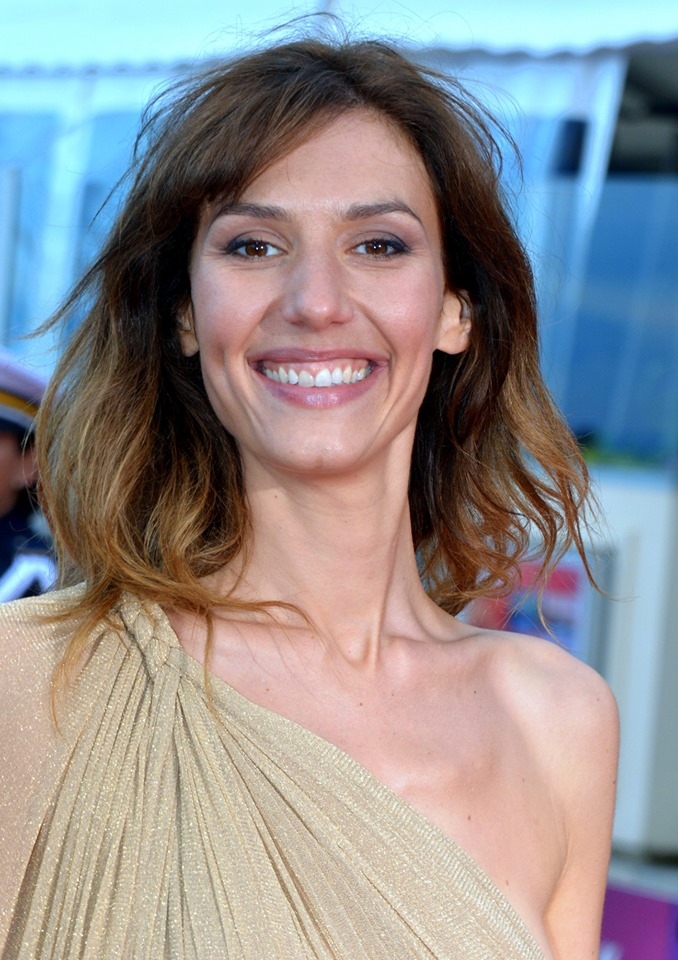
Doria Tillier interprète Margot.
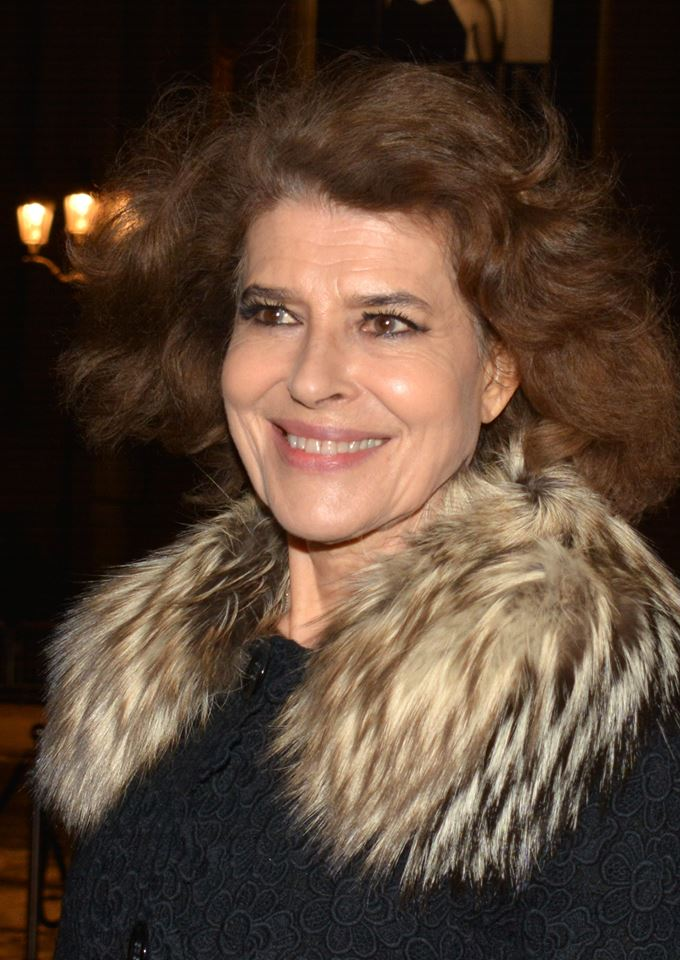
Fanny Ardant interprète Marianne.
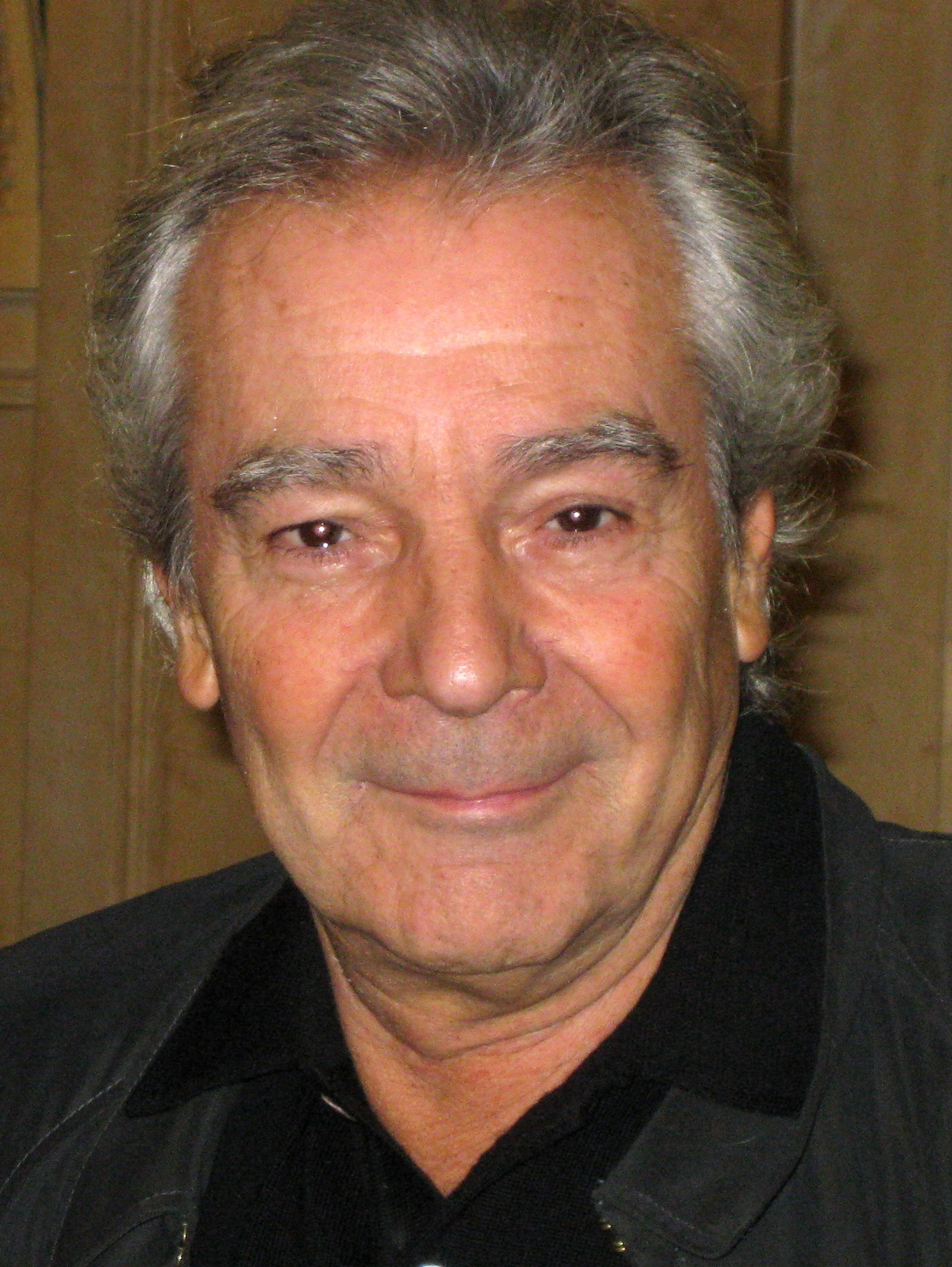
Pierre Arditi interprète Pierre.
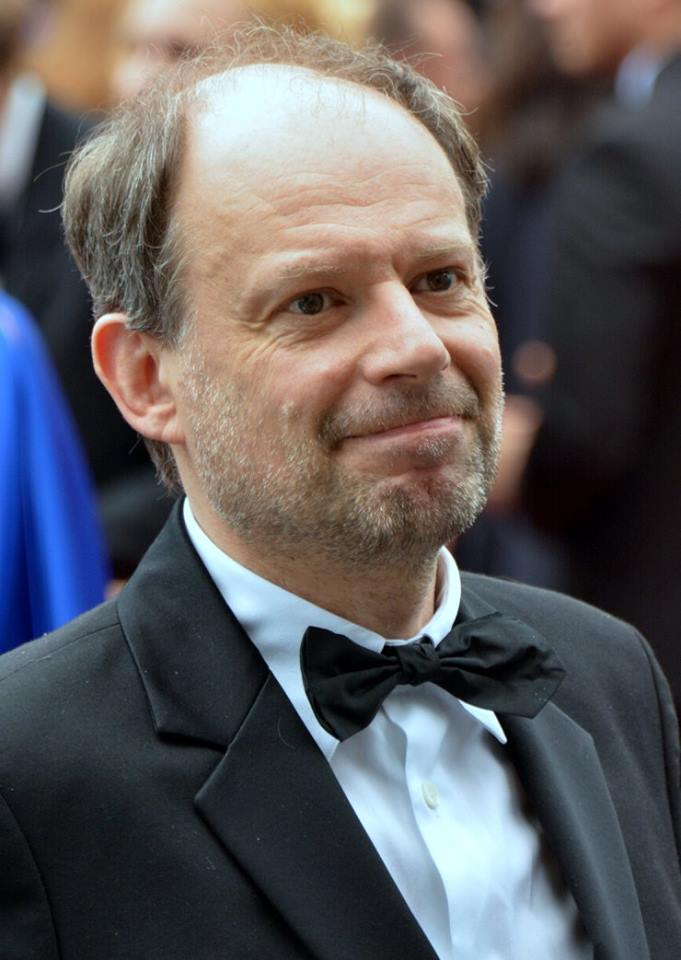
Denis Podalydès interprète François.
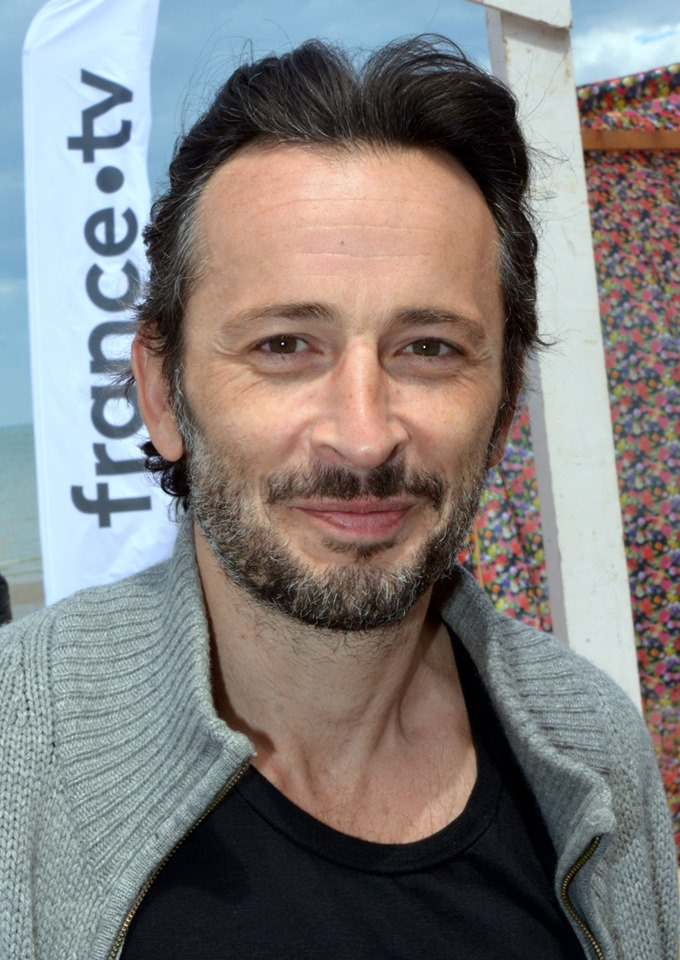
Michaël Cohen interprète Maxime.

## Production

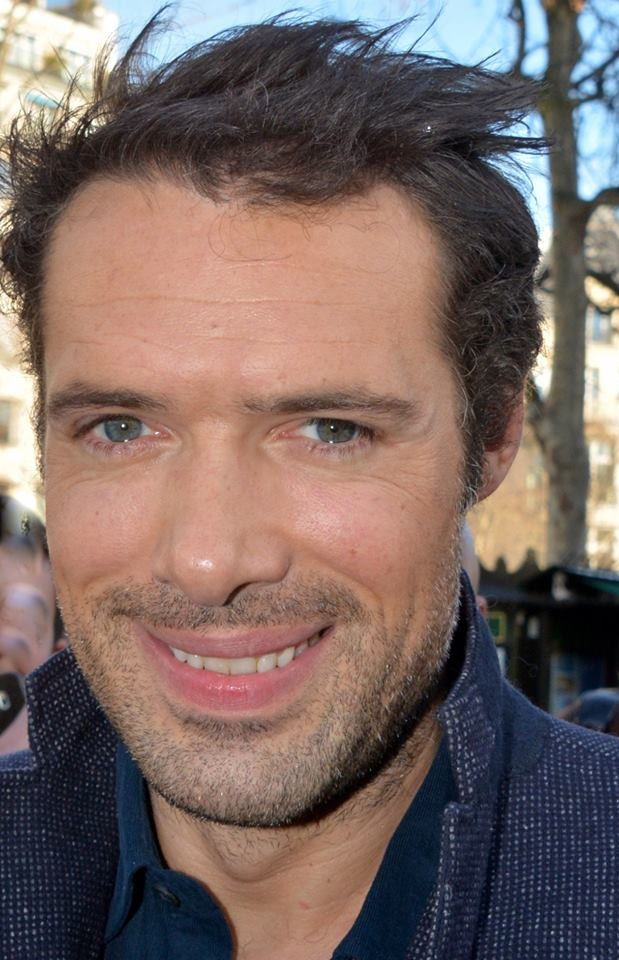
Nicolas Bedos, réalisateur et scénariste.

### Genèse et développement
Pour l'écriture du scénario, Nicolas Bedos déclare avoir « plusieurs idées en tête. Pour créer, je gamberge beaucoup et partage cela avec Doria qui est dans l'intimité de la gestation d'un film car avec elle, je n'ai pas d’orgueil. J'ai une méthode originale, je n'écris pas, je dicte à un assistant le film. Cela donne un premier jet et après je pars seul pour structurer les dialogues et le scénario ».
Contrairement à son précédent film Monsieur et Madame Adelman où il jouait l'un des acteurs principaux, Nicolas Bedos a décidé de ne pas avoir de rôle dans ce film, craignant de voir son deuxième long métrage souffrir de l'image compliquée, voire clivante, qui est la sienne. Il déclare : « On m'accuse souvent d'autocentrisme. Je sais que certaines personnes n'iront pas voir un film dont je suis la tête d'affiche pour des raisons que parfois je comprends et qui parfois m'échappent. Même si Monsieur et Madame Adelman m'a permis de vérifier qu'il y en a d'autres qui apprécient ma façon de faire rire, à la fois féroce et sentimentale... ».
Après avoir vu son premier film, Guillaume Canet s'est dit « bluffé par sa maîtrise aussi bien scénaristique que visuelle, et je lui ai fait savoir que s'il avait un rôle pour moi dans le suivant, j'étais preneur » en ajoutant « ce qui me plaît dans La Belle Époque, c'est la mise en abyme de l'hystérisation technologique qui nous gagne et le fantasme d'un retour à une certaine nostalgie ».  Au sujet du scénario, il déclare aimer « la façon dont il aborde deux histoires d'amour à des époques différentes : l'une pleine de fougue, l'autre au point mort. Et je trouvais cela très beau qu'une personne ait l'envie de revivre son coup de foudre ».

### Budget
Le budget du film est estimé à 10 millions d'euros. Il a reçu 460 000 euros de la part du conseil régional d'Île-de-France,.

### Tournage
Le tournage a lieu du 25 septembre au 28 novembre 2018 en Île-de-France, notamment à Asnières-sur-Seine (Hauts-de-Seine), dans le quartier de La Défense et à Paris.
Les scènes d'intérieurs ont été réalisées dans les studios cinématographiques de Saint-Ouen (Seine-Saint-Denis).

### Musique
La bande originale du film (label Milan Records), comporte vingt-et-une chansons. Neuf titres sont composés par Anne-Sophie Versnaeyen, dont quatre en duo avec Nicolas Bedos.
| 1.      | Violin Sonata No. 4 in C Minor, BWV 1017 | Jean-Sébastien Bach                            | Giuliano Carmignola et Andrea Marcon | 4:36 |
| 2.      | Soirée Hemingway                         | Anne-Sophie Versnaeyen                         |                                      | 1:24 |
| 3.      | Margot Théâtre                           | Anne-Sophie Versnaeyen                         |                                      | 1.44 |
| 4.      | La Ronde                                 | Anne-Sophie Versnaeyen et Nicolas Bedos        |                                      | 1:33 |
| 5.      | À la porte                               | Anne-Sophie Versnaeyen et Nicolas Bedos        |                                      | 0:58 |
| 6.      | Bienvenue dans nos décors                | Anne-Sophie Versnaeyen                         |                                      | 2:28 |
| 7.      | Chambre Margot                           | Anne-Sophie Versnaeyen                         |                                      | 2:30 |
| 8.      | The Man I Love                           | George Gershwin et Ira Gershwin                | Billie Holiday                       | 3:06 |
| 9.      | Honey (en)                               | Bobby Russell                                  | Bobby Goldsboro                      | 3:55 |
| 10.     | Por una Cabeza                           | Carlos Gardel et Alfredo Le Pera               | Quintango                            | 2:30 |
| 11.     | Dessiner Margot                          | Anne-Sophie Versnaeyen et Nicolas Bedos        |                                      | 1:10 |
| 12.     | Rescue Me (en)                           | Raynard Miner, Carl Smith et Fontella Bass     | Fontella Bass                        | 2:53 |
| 13.     | Me and Bobby McGee                       | Kris Kristofferson et Fred Foster (en)         | Doria Tillier                        | 3:02 |
| 14.     | Yes Sir, I Can Boogie                    | Frank Dostal (en) et Rolf Soja (de)            | Baccara                              | 4:33 |
| 15.     | Lost In Your Arms                        | Franck Hedin, Nathalie Loriot et Vincent Turbé | François Valade                      | 3:02 |
| 16.     | Baby Come Back (en)                      | Peter Beckett (en) et J.C. Crowley (en)        | Player                               | 3:28 |
| 17.     | Crying Tree                              | Benedic Lamdin et Riaan Vosloo                 | Benedic Lamdin et Riaan Vosloo       | 2:34 |
| 18.     | J'ai dix ans                             | Alain Souchon et Laurent Voulzy                | Alain Souchon                        | 3:04 |
| 19.     | And I Will Follow                        | After All (d)                                  | After All (d)                        | 4:50 |
| 20.     | Ballade de Marianne                      | Anne-Sophie Versnaeyen                         |                                      | 2:47 |
| 21.     | Générique de Fin                         | Anne-Sophie Versnaeyen et Nicolas Bedos        |                                      | 4:13 |
| 1:00:27 |                                          |                                                |                                      |      |

## Accueil

### Sélection cannoise
Le film est sélectionné hors compétition au festival de Cannes où il est projeté le 20 mai 2019, avant sa sortie nationale le 6 novembre 2019 en France et en Belgique. À sa projection, le film reçoit selon Télé Star un « accueil magnifique et amplement mérité » avec une « longue et chaleureuse ovation » d'une durée de 8 min 22 s,.

### Accueil critique

#### Critiques francophones
Parmi les critiques positives, le journal Le Figaro déclare sous les plumes de Nathalie Simon et de Benjamin Puech, qu'on « rit beaucoup, mais les larmes ne sont pas loin », ajoutant qu'avec « cette comédie romantique, [Nicolas Bedos] revient à ses sujets de prédilection, le temps qui passe, l'usure du couple et avant tout, l'amour »,. Charlotte Marsala pour la chaîne de télévision CNews, parle d'un film « caustique et drôle, empreint de nostalgie, qui offre à Fanny Ardant et Daniel Auteuil l'un de leurs plus beaux rôles », avec des « récits [qui] s'entremêlent dans une mécanique parfaitement maîtrisée, et les répliques percutantes suscitent parfois l'hilarité dans la salle ». Thierry Chèze du magazine Première, décrit une « œuvre romanesque en diable, à la fois éminemment personnelle et éminemment universelle [qui] avait toute sa place sur la Croisette. D'abord pour les qualités de conteur de Bedos », ainsi qu'un film qui « parle de nostalgie avec une émotion permanente à fleur de peau mais sans l'once d'un sentimentalisme pleurnichard. D'abord parce que l'écriture de Bedos est comme ça ». Sur le site de France Télévisions, Jean-François Lixon décrit une « comédie douce amère sur la persistance et la confusion des sentiments dans une ambiance très Woody Allen ». Paris Match sous la plume de Fabrice Leclerc, voit une « comédie romantique et satire du couple en manque d'amour où cet homme va pouvoir revivre la semaine des années 1970 quand il a fait connaissance de l'amour de sa vie », ajoutant « Bedos lance son film sur les chapeaux de roues, écrit au cordeau avec un talent affiché de la punchline qu’on lui connait ». Constance Dovergne de Vanity Fair, fait état que le « Grand Théâtre Lumière s'étrangle de rire au rythme des portes ouvertes qu'enfonce La Belle Époque » et que le film est une « overdose de nostalgie ». Christophe Carrière de L'Express affirme que « 2 300 personnes qui applaudissent à tout rompre pendant 8 min 22 s, c'est interminable », ajoutant que « Bedos pousse le curseur et monte d'un cran sa soif de mise en scène et de romanesque. Force est de constater que le gars est plus que doué : il est brillant ». Jean-Michel Comte dans France-Soir, déclare que La Belle Époque « oscille constamment entre mélancolie et ton sarcastique, est une comédie romantique drôle et touchante qui rend aussi hommage aux acteurs, au cinéma, au mélange réalité-fiction, au film dans le film ». Selon Jean-Claude Raspiengeas pour La Croix, le réalisateur et scénariste « signe une merveille de comédie sentimentale et romanesque, une réussite totale dont le spectateur sort bouleversé ».
Parmi les critiques mitigées, Thomas Sotinel dans Le Monde déclare que « Nicolas Bedos réunit une belle affiche qui masque les lacunes de son scénario pourtant plein d'idées ». Pour le site worldzine.fr, Mathis Grosos stipule que « Nicolas Bedos survole les plateaux de tournage à merveille en nous laissant croire que tout ce qui nous est montré est vrai », ajoutant « malgré une écriture très théâtrale où les intrigues se superposent, la confusion s'installe parfois ». Il conclut que « cette comédie tragique, on ressortira avec le sourire quand bien même ce qui se jouait était sensiblement plus profond. Même s'ils sont intelligemment apportés, même s'ils sont hilarants, les gags en viennent à effacer l'enjeu initial : l'érosion du couple. Les répliques incisives à s'en décrocher la mâchoire nous laissent finalement bouches bées ».
Les critiques de l'émission radiophonique Le Masque et la Plume sur France Inter, sont également divisées. Éric Neuhoff parle d'un « vrai bonheur, je trouve cela épatant dans tous les sens du terme. J'ai adoré, je trouve que c'est une très belle idée de revivre comme cela la plus belle journée de sa vie ». Pierre Murat décrit un film « réussi et drôle mais aussi très sombre : il est, je pense, très influencé par un auteur que j'aime énormément, Jean Anouilh, car c'est un film très méchant qui a trait à la grossièreté, c'est tout en même temps très théâtral ». Sophie Avon avoue avoir aimé un « tout petit mieux que Monsieur et Madame Adelman, mais je n'aime pas du tout le film, je trouve que ça ne fonctionne pas du tout... C'est curieux car il y a des moments que j'ai trouvés pas mal, où j'ai ri, mais globalement ça ne marche pas du tout... ». Nicolas Schaller est partagé entre deux parties du film ; « il y a une vraie envie de cinéma chez Nicolas Bedos que je trouve très chorale, avec une forme de schizophrénie chez lui : une partie très émouvante où il réalise un hommage à son père, Guy Bedos, avec aussi la partie Daniel Auteuil / Fanny Ardant que je trouve formidable ». Mais en ajoutant « j'aime beaucoup moins la partie Guillaume Canet / Doria Tillier où il se projette, lui, dans sa relation et cherche à exprimer la difficulté du couple, avec une grossièreté qui vire parfois à la vulgarité. On sent qu'il veut dire des vérités nues sur le couple à la Philip Roth ». Il conclut que le film « est plein d’ambitions qui parfois ne se rencontrent pas mais qu'il compense par une envie de cinéma et des scènes vraiment réussies et belle qui ne sont pas négligeables, car touchantes et irritantes ». Dans L'Obs, l'animateur de l'émission Jérôme Garcin, juge le film « étourdissant a plein de vertus », aussi « drôle qu'émouvant et féroce qu'attendrissant » et qu'il « réconcilie les deux passions de Nicolas Bedos, le théâtre et le cinéma ».
Parmi les critiques négatives, Théo Ribeton des Inrockuptibles décrit le film comme une « bouillasse à base de nostalgie fumeuse, et de mégalomanie envahissante » de « bonheur enfui et l'amour fané ». Selon Luc Chessel dans Libération, le réalisateur et scénariste Nicolas Bedos « signe une satire lourdingue et roublarde sur un homme à la poursuite de sa jeunesse perdue », ajoutant qu'il s'agit d'un « dernier spécimen de la ringardise structurelle du cinéma français ».
En France, le film obtient une note moyenne de 3,5⁄5 sur le site Allociné, qui recense 39 titres de presse.

#### Autres critiques
Aux États-Unis, Todd McCarthy dans le magazine The Hollywood Reporter décrit le film comme « comédie romantique pleine d'esprit, sexy et originale qui touche de nombreux points de satisfaction ». Peter Debruge pour Variety déclare « là où tant de comédies romantiques abandonnent leur seule grande idée, La Belle Époque se sert de la sienne pour rappeler comment et pourquoi nous tombons amoureux en premier lieu », ajoutant qu'il s'agit d'un « scénario aussi ambitieux qu'un film de Charlie Kaufman ».
Au Royaume-Uni, Ed Potton dans The Times parle des « fantasmes postmodernes de Westworld et Charlie Kaufman se heurtent à l'esprit gaulois et à la sensualité dans la comédie française absurdement plaisante de Nicolas Bedos ». Peter Bradshaw officiant au journal The Guardian, déclare « il y a quelque chose de Charlie Kaufman ou Michel Gondry dans ce concept haut, ou peut-être même le fantasme culte d'Hirokazu Kore-eda dans After Life - bien que La Belle Époque soit frénétiquement tendue et, franchement, pas aussi drôle que n'importe lequel d'entre eux ». Il ajoute : « c'est une comédie dramatique qui n'est pas assez drôle pour compter comme une comédie et pas assez plausible pour compter comme un drame ».
En Allemagne, Deutsche Film- und Medienbewertung (FBW) (de) écrit que « Bedos réussit à balayer littéralement le spectateur depuis le début en le plongeant dans l'action et dans les reconstitutions historiques d'Antoine, qui sont montrés initialement sans explication, ainsi que dans la crise conjugale de Victor et Marianne, qui bouillonne déjà, au début du film ». Complétant par le « raisonnement met particulièrement en évidence le cadre des années 1970, mais également la distribution avec la crème de la crème des acteurs français. Ce fut un divertissement exceptionnellement joué et, en résumé, un feelgoodmovie amusant, comme on le sait en France. On dit également que la vision plus profonde révèle certaines stratégies cinématographiques qui vont au-delà de ce que l'on attend du genre ».

### Box-office

#### France
Le 6 novembre 2019, jour de sa sortie en salles, le film est vu par 3 081 personnes dans les premières séances parisiennes. La Belle Époque se classe à la troisième place, des meilleurs démarrages d'un film français en 2019 (derrière Qu'est-ce qu'on a encore fait au Bon Dieu ? et Nous finirons ensemble).
À l'issue de la première semaine d'exploitation, La Belle Époque arrive en tête du box-office français avec 565 429 entrées ; il s'agit du 25e meilleur démarrage de l'année. Le film devance Joker et Hors normes, avec respectivement 463 547 et 382 646 tickets vendus. Pour la deuxième semaine d'exploitation, le film se classe en troisième position (derrière J'accuse et Le Mans 66) en rassemblant 301 927 spectateurs. Lors de la troisième semaine, La Belle Époque attire 197 069 spectateurs, et franchit le seuil symbolique du million d'entrées. Après quatre semaines d'exploitation, le film enregistre 1 171 917 entrées. En cinquième semaine, le film rassemble 37 408 spectateurs.
Il totalisera 1 243 297 entrées en salles ce qui le classera au Box Office 41° des 51 les longs métrages sortis en 2019 et une rentabilité de 135 % pour un budget de dix millions d'euros. La première marche était occupée par "Le Roi Lion" et ses 10 millions de spectateurs.
| #           | Dates                             | Nombre d'entrées | Place au box-office | Nombre d'entrées cumulées | Réf.   |
| ----------- | --------------------------------- | ---------------- | ------------------- | ------------------------- | ------ |
| 1re semaine | du 6 au 12 novembre 2019          | 565 429 entrées  | 1re                 | 565 429 entrées           | [ 35 ] |
| 2e semaine  | du 13 au 19 novembre 2019         | 301 927 entrées  | 3e                  | 867 356 entrées           | [ 37 ] |
| 3e semaine  | du 20 au 26 novembre 2019         | 197 069 entrées  | 6e                  | 1 064 425 entrées         | [ 38 ] |
| 4e semaine  | du 27 novembre au 3 décembre 2019 | 107 492 entrées  | 10e                 | 1 171 917 entrées         | [ 39 ] |
| 5e semaine  | du 4 au 10 décembre 2019          | 37 408 entrées   | 16e                 | 1 209 325 entrées         | [ 40 ] |
| TOTAL       | TOTAL                             | TOTAL            | TOTAL               | 1 242 300 entrées         | [ 40 ] |

### Recettes
| Pays               | Recettes (en dollar américain) | Dates de sortie  | Titres du film (et traductions)                                             |
| ------------------ | ------------------------------ | ---------------- | --------------------------------------------------------------------------- |
| France             | 9 460 778 $                    | 6 novembre 2019  | La Belle Époque                                                             |
| Italie             | 1 695 098 $                    | 7 novembre 2019  | La Belle Époque                                                             |
| Allemagne          | 619 896 $                      | 29 novembre 2019 | (de) Die Schönste Zeit unseres Lebens (« Le meilleur moment de notre vie ») |
| Pays-Bas           | 481 689 $                      | 26 décembre 2019 |                                                                             |
| Russie             | 212 592 $                      | 28 novembre 2019 | (ru) Прекрасная эпоха (« Belle ère »)                                       |
| République tchèque | 115 742 $                      | 2 janvier 2020   |                                                                             |
| Ukraine            | 94 701 $                       | 2 janvier 2020   | (uk) Кафе бажань (« Désirs de café »)                                       |
| Nouvelle-Zélande   | 87 268 $                       | 9 avril 2020     | La Belle Époque                                                             |
| Hongrie            | 86 537 $                       | 26 décembre 2019 | (hu) Boldog idők (« Des moments heureux »)                                  |
| Royaume-Uni        | 69 170 $                       | 22 novembre 2019 | La Belle Époque                                                             |
| Australie          | 59 829 $                       | 10 janvier 2020  | La Belle Époque                                                             |
| Lituanie           | 49 496 $                       | 6 décembre 2019  | (lt) Nuostabi epocha (« Une ère incroyable »)                               |
| Turquie            | 34 770 $                       | 14 février 2020  | (tr) Yeni Baştan (« Nouveau départ »)                                       |
| Portugal           | 28 176 $                       | 19 décembre 2019 | La Belle Époque                                                             |
| Norvège            | 25 614 $                       | 14 février 2020  | (no) Den skjønne tiden (« Le beau temps »)                                  |
| Islande            | 21 413 $                       | 24 janvier 2020  |                                                                             |
| Bulgarie           | 19 978 $                       | 6 décembre 2019  | (bg) Славни времена (« Des temps glorieux »)                                |
| Slovaquie          | 5 474 $                        | 13 février 2020  |                                                                             |
| TOTAL              | 13 108 392 $                   |                  |                                                                             |

## Distinctions

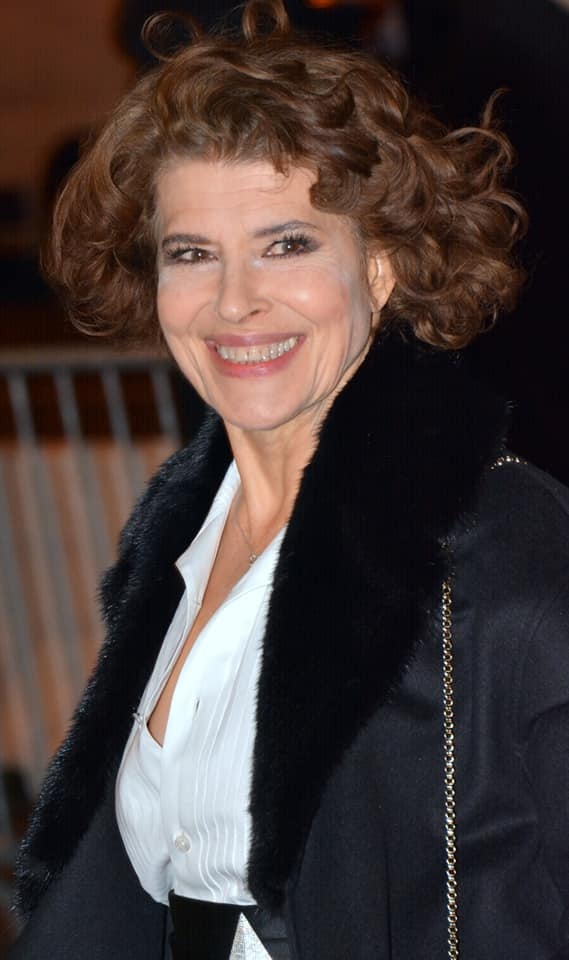
Fanny Ardant lors de la des César où elle remporte celui de la meilleure actrice dans un second rôle.

### Récompenses
- César 2020[44] :
  - Meilleur scénario original : Nicolas Bedos
  - Meilleure actrice dans un second rôle : Fanny Ardant
  - Meilleurs décors : Stéphane Rozenbaum
- Festival du film de Cabourg 2020 : Swann d'or du meilleur réalisateur : Nicolas Bedos[45]

### Nominations
- Prix Lumières 2020[46] :
  - Meilleur acteur : Daniel Auteuil
  - Meilleure actrice : Fanny Ardant
  - Meilleur scénario : Nicolas Bedos
- Globe de cristal 2020[47] : 
  - Meilleur film
  - Meilleur acteur : Daniel Auteuil
  - Meilleure actrice : Fanny Ardant
  - Meilleure actrice : Doria Tillier
    - Cérémonie annulée à cause de la pandémie de Covid-19[48]
- César 2020[49] :
  - Meilleur film
  - Meilleur réalisateur : Nicolas Bedos
  - Meilleur acteur : Daniel Auteuil
  - Meilleure actrice : Doria Tillier
  - Meilleurs costumes : Emmanuelle Youchnovski
  - Meilleure photographie : Nicolas Bolduc (en)
  - Meilleur montage : Anny Danché et Florent Vassault
  - Meilleur son : Rémi Daru, Séverin Favriau et Jean-Paul Hurier
    - À noter que le film est nommé aux cinq César majeurs (meilleur film, meilleur réalisateur, meilleur acteur, meilleure actrice et meilleur scénario original). La Belle Époque remportera ce dernier.

### Sélections
Par ordre chronologique des dates de projections :
- France — Festival de Cannes 2019 : hors compétition (20 mai 2019)[50]
- France — Festival du film de Cabourg 2019 : film de clôture (16 juin 2019)[51]
- Ukraine — Festival international du film d'Odessa 2019 (uk) : film ouverture (12 juillet 2019)[52],[53]
- Bosnie-Herzégovine — Festival du film de Sarajevo 2019 : Open Air Cinema (22 août 2019)[54],[55]
- Nouvelle-Zélande — Festival international du film de Nouvelle-Zélande (en) 2019 : film d'ouverture (29 août 2019)[56],[57]
- Canada — Festival international du film de Toronto 2019 : Special Presentations (5 septembre 2019)[58],[59]
- Pays-Bas — Film by the Sea (nl) 2019 : film d'ouverture (13 septembre 2019)[60]
- Allemagne — Festival du film de Hambourg 2019 : film d'ouverture (26 septembre 2019)[61]
- Suisse — Festival du film de Zurich 2019 : catégorie « Premières Gala » (3 octobre 2019)[62]
- Israël — Festival international du film de Haïfa 2019 : projection (6 octobre 2019)[63],[64]
- Royaume-Uni — Festival du film de Londres 2019 : catégorie « Love » (11 octobre 2019)[65]
- France — Festival Lumière 2019 : film d'ouverture (12 octobre 2019)[66]
- Italie — Festival international du film de Rome 2019 (it) : catégorie « Tutti ne parlano » - traduction : « tout le monde en parle » (20 octobre 2019)[67],[68]